# Stolpersteine in Deutschland
In dieser Liste der Stolpersteine in Deutschland sind alle Gemeinden und Städte in Deutschland aufgelistet, in denen Stolpersteine oder/und Stolperschwellen von Gunter Demnig verlegt wurden.
Eine Differenzierung nach Ortsteilen, Ortslagen oder Stadtbezirken erfolgt nicht hier, sondern erst in den örtlichen Listen. Möchte man innerhalb einer Region zum Beispiel nach Datum oder dem Vorhandensein von Ortslisten sortieren, so klicke man zuerst in dieser Spalte das kleine Dreieck in der Kopfzeile an und anschließend jenes in der Spalte Bundesland.

## Stolpersteine und -schwellen in den Ländern
| Bundesland             | Anzahl Schwellen | Anzahl Steine a | Beleg b     | Erste Verlegung | Letzte Verlegung | Liste |
| ---------------------- | ---------------- | --------------- | ----------- | --------------- | ---------------- | ----- |
| Baden-Württemberg      | 6                |                 |             | 22. Okt. 2002   | 22. Feb. 2025    |       |
| Bayern                 | 3                |                 |             | 9. Nov. 2003    | 23. Nov. 2022    |       |
| Berlin                 | 6                | 11.413          | [ 1 ]       | Mai 1996        | 18. Juli 2025    |       |
| Brandenburg            |                  | 1.262           | [ 2 ]       | 17. Nov. 2003   | 10. Okt. 2022    |       |
| Bremen                 |                  | ~ 855           | [ 3 ] [ 4 ] | 27. Aug. 2004   | 17. Okt. 2016    |       |
| Hamburg                | 4                | 7.276           | [ 5 ]       | 28. Juni 2002   | 8. Apr. 2023     |       |
| Hessen                 |                  |                 |             | 11. Nov. 2003   | 22. Mai 2024     |       |
| Mecklenburg-Vorpommern |                  |                 |             | 1. Aug. 2005    | 23. Mai 2022     |       |
| Niedersachsen          |                  |                 |             | 1. Aug. 2004    | 7. Juni 2024     |       |
| Nordrhein-Westfalen    |                  | ~ 15.000        | [ 6 ]       | 16. Dez. 1992   | 22. Feb. 2024    |       |
| Rheinland-Pfalz        |                  |                 |             | 15. Dez. 2002   | 9. Nov. 2024     |       |
| Saarland               |                  |                 |             | 15. Feb. 2006   | 18. März 2024    |       |
| Sachsen                | 8                | 2.188           |             | 16. Juni 2003   | 2. Okt. 2024     |       |
| Sachsen-Anhalt         |                  |                 |             | 21. Okt. 2002   | 19. Juni 2023    |       |
| Schleswig-Holstein     |                  |                 |             | 6. Mai 2004     | 19. Feb. 2020    |       |
| Thüringen              |                  |                 |             | 19. Okt. 2004   | 19. Sep. 2022    |       |

## Abmessungen
Stolpersteine„Stolpersteine sind Betonwürfel im Format 10 × 10 × 10 cm³, die auf ihrer Oberseite mit einer Messingplatte versehen sind, auf der die Lebensdaten eines Opfers eingraviert werden.“
Stolperschwellenin Deutschland haben – hier verfügbare Bilder vermessen – einen Breiten-zu-Höhen-Quotient von B/H = 5,3 bis 8,2. Sofern sie die Höhe von etwa 97 mm der quadratischen Stolpersteine aufweisen, sind die Schwellen also 500–800 mm breit.
Nur in Hamburg ist eine Schwelle wesentlich gestreckter B/H = 20,44 mit geschätzt B × H = 1600 mm × 80 mm.